# Llista de rellotges de sol del Vallès Oriental - vessant litoral
Llista de rellotges de sol instal·lats de forma permanent en espais públics de la part del vessant de la Serralada Litoral de la comarca del Vallès Oriental.

## Martorelles
| Nom                           | Descripció               | Localització                                | Coordenades                                          | Fitxa | Imatge                                                                 |
| ----------------------------- | ------------------------ | ------------------------------------------- | ---------------------------------------------------- | ----- | ---------------------------------------------------------------------- |
| Carrer del Rec, 5             |                          | Martorelles C. del Rec, 5                   | 41° 31′ 37″ N, 2° 13′ 41″ E / 41.526833°N,2.227967°E | fitxa | Carregueu una nova foto                                                |
| Can Carrencà                  |                          | Martorelles Av. Piera, 1                    | 41° 31′ 41″ N, 2° 13′ 43″ E / 41.528033°N,2.228517°E | fitxa | Can Carrencà (Martorelles) · Vegeu més fotos · Carregueu una nova foto |
| Plaça Catalunya, 8            | Inscripció: Docet Umbra  | Martorelles Pl. Catalunya, 8                |                                                      | fitxa | Carregueu una nova foto                                                |
| Carrer de Can Terròs, 13      | Inscripció: MDCCLII      | Martorelles C. de Can Terròs, 13            |                                                      | fitxa | Carregueu una nova foto                                                |
| Carrer de Can Terròs, 27      |                          | Martorelles C. de Can Terròs, 27            |                                                      | fitxa | Carregueu una nova foto                                                |
| Carrer de la Vinya d'en Calet |                          | Martorelles C. de la Vinya d'en Calet       |                                                      | fitxa | Carregueu una nova foto                                                |
| Can Fenosa, o Can Montealegre |                          | Martorelles C. Molí                         | 41° 32′ 09″ N, 2° 14′ 26″ E / 41.535807°N,2.240434°E | fitxa | Carregueu una nova foto                                                |
| Can Montealegre               |                          | Martorelles C. del Molí                     | 41° 32′ 05″ N, 2° 14′ 20″ E / 41.534650°N,2.238867°E | fitxa | Carregueu una nova foto                                                |
| Carrer de Catalunya, 10       |                          | Martorelles C. de Catalunya, 10             | 41° 31′ 43″ N, 2° 14′ 09″ E / 41.528698°N,2.235951°E | fitxa | Carregueu una nova foto                                                |
| Carrer Montsec, 6             | Inscripció: Tempvs fvgit | Martorelles C. Montsec, 6, façana posterior |                                                      | fitxa | Carregueu una nova foto                                                |

## Montornès del Vallès
| Nom                            | Descripció                             | Localització                                                  | Coordenades                                          | Fitxa | Imatge                  |
| ------------------------------ | -------------------------------------- | ------------------------------------------------------------- | ---------------------------------------------------- | ----- | ----------------------- |
| Ca l'Ametller                  | Inscripció: Pro tempore in omne tempus | Montornès del Vallès Ctra. de la Roca                         |                                                      | fitxa | Carregueu una nova foto |
| Carrer Joan Miró, 11           |                                        | Montornès del Vallès C. Joan Miró, 11                         |                                                      | fitxa | Carregueu una nova foto |
| Can Xec                        | Inscripció: Can Xec / Des de 1827      | Montornès del Vallès C. de Vallromanes, 3                     |                                                      | fitxa | Carregueu una nova foto |
| Carrer Verge de Montserrat, 21 |                                        | Montornès del Vallès C. Verge de Montserrat, 21               | 41° 32′ 22″ N, 2° 15′ 47″ E / 41.539381°N,2.263181°E | fitxa | Carregueu una nova foto |
| Masia Alsina                   |                                        | Montornès del Vallès C. de la Masia, 1. Can Buscarons de Dalt | 41° 32′ 43″ N, 2° 15′ 07″ E / 41.545300°N,2.252083°E | fitxa | Carregueu una nova foto |

## La Roca del Vallès
| Nom                                                         | Descripció                                                             | Localització                                                                          | Coordenades                                           | Fitxa | Imatge                                                           |
| ----------------------------------------------------------- | ---------------------------------------------------------------------- | ------------------------------------------------------------------------------------- | ----------------------------------------------------- | ----- | ---------------------------------------------------------------- |
| Can Montcau                                                 | Inscripció: Jo sense sol i tu sense fe no som res                      | La Roca del Vallès Prop de la collada de Parpers                                      |                                                       | fitxa | Carregueu una nova foto                                          |
| Carrer Anselm Clavé, 9                                      |                                                                        | La Roca del Vallès C. Anselm Clavé, 9                                                 | 41° 35′ 20″ N, 2° 19′ 31″ E / 41.588968°N,2.325174°E  | fitxa | Carregueu una nova foto                                          |
| Ca l'Argent                                                 |                                                                        | La Roca del Vallès Ctra. BV-5106 a Òrrius, km 2                                       |                                                       | fitxa | Carregueu una nova foto                                          |
| Cal Mates o Can Gual                                        | Inscripció: 1803                                                       | La Roca del Vallès C. de Dalt, 9                                                      | 41° 35′ 19″ N, 2° 19′ 35″ E / 41.588672°N,2.326331°E  | fitxa | Cal Mates (la Roca del Vallès) · Carregueu una nova foto         |
| Cal Rajoler                                                 |                                                                        | La Roca del Vallès C. Reixac, 50                                                      | 41° 34′ 48″ N, 2° 19′ 34″ E / 41.579967°N,2.326086°E  | fitxa | Carregueu una nova foto                                          |
| Can Casademunt                                              |                                                                        | La Roca del Vallès C. de Catalunya, 145                                               | 41° 34′ 59″ N, 2° 19′ 30″ E / 41.583033°N,2.324917°E  | fitxa | Carregueu una nova foto                                          |
| Can Duran                                                   |                                                                        | La Roca del Vallès C. Reixac, 74                                                      | 41° 34′ 49″ N, 2° 19′ 36″ E / 41.580284°N,2.326751°E  | fitxa | Carregueu una nova foto                                          |
| Can Messeguer                                               |                                                                        | La Roca del Vallès Al costat del centre comercial Roca Village                        | 41° 36′ 40″ N, 2° 20′ 54″ E / 41.611152°N,2.348196°E  | fitxa | Carregueu una nova foto                                          |
| Can Peratons                                                | Inscripció: Tempus fugit                                               | La Roca del Vallès C. Verge de Núria, 48                                              | 41° 35′ 25″ N, 2° 19′ 38″ E / 41.590375°N,2.327149°E  | fitxa | Carregueu una nova foto                                          |
| Can Planes de la Muntanya                                   |                                                                        | La Roca del Vallès                                                                    | 41° 35′ 03″ N, 2° 20′ 16″ E / 41.584283°N,2.337817°E  | fitxa | Carregueu una nova foto                                          |
| Can Saladrigas, Restaurant Les Tres Alzines                 |                                                                        | La Roca del Vallès Darrere de la Roca Village                                         | 41° 36′ 45″ N, 2° 20′ 28″ E / 41.612363°N,2.341102°E  | fitxa | Carregueu una nova foto                                          |
| Carrer Reixac, 21                                           |                                                                        | La Roca del Vallès C. Reixac, 21                                                      | 41° 34′ 50″ N, 2° 19′ 26″ E / 41.580509°N,2.323881°E  | fitxa | Carregueu una nova foto                                          |
| Carrer Taloner, 7                                           | Inscripció: Año 1802                                                   | La Roca del Vallès C. Taloner, 7                                                      | 41° 35′ 19″ N, 2° 19′ 38″ E / 41.58864°N,2.327195°E   | fitxa | Carrer Taloner, 7 (la Roca del Vallès) · Carregueu una nova foto |
| El Molí, Molí de la Roca                                    | Inscripció: Any 1661 / Qui té sol què més vol?                         | La Roca del Vallès C. Anselm Clavé, 9                                                 | 41° 35′ 20″ N, 2° 19′ 31″ E / 41.588903°N,2.3251827°E | fitxa | El Molí (la Roca del Vallès) · Carregueu una nova foto           |
| Can Quintaneta                                              |                                                                        | La Roca del Vallès Baixada Valls, 12. Barri de les Valls                              | 41° 36′ 15″ N, 2° 19′ 21″ E / 41.604226°N,2.322463°E  | fitxa | Carregueu una nova foto                                          |
| Can Jep                                                     |                                                                        | La Roca del Vallès Gasuacs                                                            | 41° 35′ 33″ N, 2° 21′ 12″ E / 41.592552°N,2.353358°E  | fitxa | Carregueu una nova foto                                          |
| Can Ros                                                     | Inscripció: Año - 1893                                                 | La Roca del Vallès Gasuacs                                                            | 41° 35′ 32″ N, 2° 21′ 04″ E / 41.592267°N,2.350999°E  | fitxa | Carregueu una nova foto                                          |
| Casa Burberry                                               |                                                                        | La Roca del Vallès La Roca Village                                                    | 41° 36′ 35″ N, 2° 20′ 34″ E / 41.609650°N,2.342800°E  | fitxa | Carregueu una nova foto                                          |
| Carrer Pep Ventura cantonada Pau Casals                     | Inscripció: A la Roca el sol hi toca i a Sta. Angès encara més         | La Roca del Vallès C. Pep Ventura - c. Pau Casals. Santa Agnès de Malanyanes          | 41° 35′ 50″ N, 2° 20′ 52″ E / 41.597315°N,2.347829°E  | fitxa | Carregueu una nova foto                                          |
| Ca l'Alzina                                                 | Inscripció: 1991 / El temps passa aprofita'l be / Cal'Alzina           | La Roca del Vallès Santa Agnès de Malanyanes                                          | 41° 35′ 37″ N, 2° 21′ 22″ E / 41.593499°N,2.356129°E  | fitxa | Carregueu una nova foto                                          |
| Ca l'Esquerrà, antic Can Nunell                             |                                                                        | La Roca del Vallès Pg. de les Vinyes 2-12. Santa Agnès de Malanyanes                  | 41° 35′ 50″ N, 2° 21′ 28″ E / 41.597180°N,2.357712°E  | fitxa | Carregueu una nova foto                                          |
| Camí de l'Ermita, 3B                                        |                                                                        | La Roca del Vallès Camí de l'Ermita, 3B. Santa Agnès de Malanyanes                    | 41° 36′ 01″ N, 2° 20′ 56″ E / 41.600315°N,2.348998°E  | fitxa | Carregueu una nova foto                                          |
| Can Claus                                                   |                                                                        | La Roca del Vallès C. de Jaume Cuyàs, 22-26. Santa Agnès de Malanyanes                | 41° 36′ 10″ N, 2° 21′ 04″ E / 41.602900°N,2.351100°E  | fitxa | Carregueu una nova foto                                          |
| Can Gibert                                                  |                                                                        | La Roca del Vallès Santa Agnès de Malanyanes                                          | 41° 35′ 59″ N, 2° 21′ 27″ E / 41.599743°N,2.357473°E  | fitxa | Carregueu una nova foto                                          |
| Can Lladó                                                   |                                                                        | La Roca del Vallès C. Camí de l'Ermita - pg. de les Vinyes. Santa Agnès de Malanyanes | 41° 35′ 47″ N, 2° 21′ 13″ E / 41.596297°N,2.353712°E  | fitxa | Carregueu una nova foto                                          |
| Can Marió                                                   | Inscripció: Can Marió / 1991 / Jo sense sol i tu sense fe no valem res | La Roca del Vallès C. del Pi Gros, 9. Santa Agnès de Malanyanes                       | 41° 35′ 57″ N, 2° 20′ 53″ E / 41.599183°N,2.348083°E  | fitxa | Carregueu una nova foto                                          |
| Can Serra                                                   | Inscripció 1941 any / Només compto hores serenes                       | La Roca del Vallès Av. Gaudí, 43. Santa Agnès de Malanyanes                           | 41° 35′ 59″ N, 2° 20′ 51″ E / 41.599751°N,2.347594°E  | fitxa | Carregueu una nova foto                                          |
| Can Sisó Vell                                               |                                                                        | La Roca del Vallès C. de Jaume Cuyàs, 14-18. Santa Agnès de Malanyanes                | 41° 36′ 11″ N, 2° 20′ 59″ E / 41.602933°N,2.349800°E  | fitxa | Carregueu una nova foto                                          |
| Església parroquial de Santa Agnès de Malanyanes            | Inscripció: Any 1525-1997                                              | La Roca del Vallès Pl. del Bisbat, 1. Santa Agnès de Malanyanes                       | 41° 36′ 18″ N, 2° 21′ 16″ E / 41.604949°N,2.354342°E  | fitxa | Carregueu una nova foto                                          |
| Hípica Can Prat Nou                                         |                                                                        | La Roca del Vallès Ctra. de Valldoriolf, 2. Santa Agnès de Malanyanes                 |                                                       | fitxa | Carregueu una nova foto                                          |
| Mas de la Torre                                             | Inscripció: 1803                                                       | La Roca del Vallès C. Jaume Cuyàs, 53. Santa Agnès de Malanyanes                      | 41° 36′ 22″ N, 2° 21′ 15″ E / 41.606090°N,2.354084°E  | fitxa | Carregueu una nova foto                                          |
| Masia Can Nicolau, o Can Jordi                              |                                                                        | La Roca del Vallès C. del Camí de l'Ermita, 1. Santa Agnès de Malanyanes              | 41° 36′ 10″ N, 2° 21′ 24″ E / 41.602869°N,2.356766°E  | fitxa | Carregueu una nova foto                                          |
| Taller d'escenografia Castells                              | Inscripció: 1990                                                       | La Roca del Vallès Santa Agnès de Malanyanes                                          | 41° 36′ 22″ N, 2° 21′ 11″ E / 41.606233°N,2.353167°E  | fitxa | Carregueu una nova foto                                          |
| Masia Civit                                                 |                                                                        | La Roca del Vallès Ctra. BV-5159 km 0,550 Valldoriolf                                 | 41° 35′ 41″ N, 2° 17′ 59″ E / 41.594683°N,2.299650°E  | fitxa | Masia Civit (la Roca del Vallès) · Carregueu una nova foto       |
| Monestir de la Mare de Déu de Montserrat i Sant Josep Oriol |                                                                        | La Roca del Vallès Ctra. BV-5159 km 0,400 Valldoriolf                                 | 41° 35′ 43″ N, 2° 18′ 00″ E / 41.595250°N,2.300033°E  | fitxa | Carregueu una nova foto                                          |

## Sant Fost de Campsentelles
| Nom                              | Descripció                                                | Localització                                                                | Coordenades                                          | Fitxa | Imatge                  |
| -------------------------------- | --------------------------------------------------------- | --------------------------------------------------------------------------- | ---------------------------------------------------- | ----- | ----------------------- |
| Carrer Sant Isidre, 2            |                                                           | Sant Fost de Campsentelles C. Sant Isidre, 2                                | 41° 31′ 04″ N, 2° 13′ 56″ E / 41.517667°N,2.232267°E | fitxa | Carregueu una nova foto |
| Carrer Sant Isidre, 31-33        |                                                           | Sant Fost de Campsentelles C. Sant Isidre, 31-33                            |                                                      | fitxa | Carregueu una nova foto |
| Can Romagosa                     |                                                           | Sant Fost de Campsentelles Ctra. B-500, km 10                               | 41° 30′ 32″ N, 2° 14′ 18″ E / 41.508850°N,2.238383°E | fitxa | Carregueu una nova foto |
| Mas Lledó                        |                                                           | Sant Fost de Campsentelles C. Sant Isidre                                   | 41° 31′ 01″ N, 2° 14′ 06″ E / 41.517037°N,2.23497°E  | fitxa | Carregueu una nova foto |
| Carretera BV-5001 km 11,9        |                                                           | Sant Fost de Campsentelles Carretera BV-5001 km 11,9                        | 41° 30′ 59″ N, 2° 13′ 01″ E / 41.516267°N,2.216900°E | fitxa | Carregueu una nova foto |
| Carrer Sant Jeroni, 23           |                                                           | Sant Fost de Campsentelles C. Sant Jeroni, 23                               |                                                      | fitxa | Carregueu una nova foto |
| Carrer Sant Jordi, 14            | Dos rellotges bessons                                     | Sant Fost de Campsentelles C. Sant Jordi, 14                                | 41° 31′ 28″ N, 2° 13′ 31″ E / 41.524350°N,2.225350°E | fitxa | Carregueu una nova foto |
| Carrer Joan XXIII, 37            |                                                           | Sant Fost de Campsentelles C. Joan XXIII, 37                                |                                                      | fitxa | Carregueu una nova foto |
| Camí Doctor Mario Roca, 1        | Inscripció: Surt el Sol dona vida a qui el vol            | Sant Fost de Campsentelles Camí Doctor Mario Roca, 1                        |                                                      | fitxa | Carregueu una nova foto |
| Camí Doctor Mario Roca, 10       |                                                           | Sant Fost de Campsentelles Camí Doctor Mario Roca, 10                       |                                                      | fitxa | Carregueu una nova foto |
| Can Toni                         | Inscripció: Tu sense sol, jo sense fe, ni tu ni jo som re | Sant Fost de Campsentelles C. Sot, 1                                        |                                                      | fitxa | Carregueu una nova foto |
| Carrer Guineu, 14                |                                                           | Sant Fost de Campsentelles C. Guineu, 14                                    |                                                      | fitxa | Carregueu una nova foto |
| Carrer Perdius, 49               | Inscripció: Tempus fugit                                  | Sant Fost de Campsentelles C. Perdius, 49                                   |                                                      | fitxa | Carregueu una nova foto |
| Carrer Balmes, 41                |                                                           | Sant Fost de Campsentelles C. Balmes, 41                                    |                                                      | fitxa | Carregueu una nova foto |
| Restaurant Celler de Can Torrens | Dos rellotges bessons                                     | Sant Fost de Campsentelles Pl. de les Glòries Catalanes                     |                                                      | fitxa | Carregueu una nova foto |
| Restaurant Mas Corts             | Inscripció: Senyalo hores serenes                         | Sant Fost de Campsentelles Ctra. de Sant Fost a Badalona                    |                                                      | fitxa | Carregueu una nova foto |
| Avinguda de la Conreria, 7       |                                                           | Sant Fost de Campsentelles Av. de la Conreria, 7. Urbanització Can Llompart | 41° 30′ 15″ N, 2° 14′ 23″ E / 41.504158°N,2.239794°E | fitxa | Carregueu una nova foto |

## Santa Maria de Martorelles
| Nom                                    | Descripció | Localització                                         | Coordenades                                          | Fitxa | Imatge |
| -------------------------------------- | ---------- | ---------------------------------------------------- | ---------------------------------------------------- | ----- | --- |
| Can Farriols                           |            | Santa Maria de Martorelles C. del Ca, 17             |                                                      | fitxa | Carregueu una nova foto                                                                                         |
| Can Matons                             |            | Santa Maria de Martorelles C. Camí de Can Girona, 21 | 41° 31′ 33″ N, 2° 15′ 02″ E / 41.525728°N,2.250564°E | fitxa | Carregueu una nova foto                                                                                         |
| Rectoria de Santa Maria de Martorelles |            | Santa Maria de Martorelles Pl. de l'Església         | 41° 31′ 11″ N, 2° 15′ 11″ E / 41.519787°N,2.253173°E | fitxa | Rectoria de Santa Maria de Martorelles (Santa Maria de Martorelles) · Vegeu més fotos · Carregueu una nova foto |

## Vallromanes
| Nom                               | Descripció                                                      | Localització                                          | Coordenades                                           | Fitxa | Imatge                                                                            |
| --------------------------------- | --------------------------------------------------------------- | ----------------------------------------------------- | ----------------------------------------------------- | ----- | --------------------------------------------------------------------------------- |
| Avinguda Vilassar, 39             |                                                                 | Vallromanes Av. Vilassar, 39                          | 41° 31′ 50″ N, 2° 18′ 10″ E / 41.530467°N,2.302800°E  | fitxa | Carregueu una nova foto                                                           |
| Can Cargolí                       | Inscripció: Mas Moline / Renovat en MCMXXIX                     | Vallromanes Ctra. BP-5002 km 7,2                      | 41° 31′ 19″ N, 2° 17′ 55″ E / 41.521856°N,2.298572°E  | fitxa | Carregueu una nova foto                                                           |
| Can Cirera                        |                                                                 | Vallromanes Ctra. BP-5022 km 7                        | 41° 31′ 29″ N, 2° 17′ 49″ E / 41.524709°N,2.296885°E  | fitxa | Carregueu una nova foto                                                           |
| Can Colomer                       |                                                                 | Vallromanes Ctra. BP-5002 al Masnou, km 9             | 41° 32′ 30″ N, 2° 17′ 10″ E / 41.541775°N,2.286028°E  | fitxa | Carregueu una nova foto                                                           |
| Can Lairet                        | Inscripció: J L 1893                                            | Vallromanes                                           | 41° 31′ 28″ N, 2° 18′ 51″ E / 41.524458°N,2.314252°E  | fitxa | Carregueu una nova foto                                                           |
| Can Mataró                        |                                                                 | Vallromanes Camí a Can Gurguí                         |                                                       | fitxa | Carregueu una nova foto                                                           |
| Can Maura                         |                                                                 | Vallromanes Camí Vell de Teiá                         | 41° 31′ 29″ N, 2° 18′ 32″ E / 41.524854°N,2.308961°E  | fitxa | Carregueu una nova foto                                                           |
| Can Palauet                       |                                                                 | Vallromanes Av. de Vilassar                           | 41° 31′ 55″ N, 2° 18′ 23″ E / 41.531858°N,2.30642°E   | fitxa | Carregueu una nova foto                                                           |
| Can Sala Gros                     |                                                                 | Vallromanes                                           | 41° 31′ 39″ N, 2° 18′ 36″ E / 41.527474°N,2.310088°E  | fitxa | Carregueu una nova foto                                                           |
| Can Sala Xic                      |                                                                 | Vallromanes Camí de Vilassar                          | 41° 31′ 44″ N, 2° 18′ 53″ E / 41.528842°N,2.314652°E  | fitxa | Carregueu una nova foto                                                           |
| Carrer de la Ginesta, 8           |                                                                 | Vallromanes C. de la Ginesta, 8                       | 41° 32′ 03″ N, 2° 17′ 24″ E / 41.534039°N,2.290057°E  | fitxa | Carregueu una nova foto                                                           |
| Carrer Mare de Déu dels Dolors, 5 | Inscripció: Any 1975                                            | Vallromanes C. Mare de Déu dels Dolors, 5             | 41° 31′ 47″ N, 2° 18′ 43″ E / 41.5296388°N,2.311813°E | fitxa | Carregueu una nova foto                                                           |
| Casa Gurguí Gros                  |                                                                 | Vallromanes                                           | 41° 31′ 16″ N, 2° 19′ 14″ E / 41.521175°N,2.320548°E  | fitxa | Carregueu una nova foto                                                           |
| Avinguda Vilassar, 39             |                                                                 | Vallromanes Darrere av. Vilassar, 39                  |                                                       | fitxa | Carregueu una nova foto                                                           |
| Església de Sant Vicenç           | Inscripció: Jo sense sol i tu sense fe cap dels dos no valem ré | Vallromanes Pl. de l'Església                         | 41° 31′ 55″ N, 2° 17′ 54″ E / 41.531933°N,2.298433°E  | fitxa | Església de Sant Vicenç (Vallromanes) · Vegeu més fotos · Carregueu una nova foto |
| Passatge de Sant Manuel, 2        |                                                                 | Vallromanes Passatge de Sant Manuel, 2 - av. Vilassar | 41° 31′ 49″ N, 2° 18′ 42″ E / 41.53029°N,2.311731°E   | fitxa | Carregueu una nova foto                                                           |

## Vilanova del Vallès
| Nom                          | Descripció                         | Localització                                                     | Coordenades                                          | Fitxa | Imatge                  |
| ---------------------------- | ---------------------------------- | ---------------------------------------------------------------- | ---------------------------------------------------- | ----- | ----------------------- |
| Passeig de Santa Quitèria, 5 | Inscripció: 1926 D P               | Vilanova del Vallès Pg. de Sta. Quitèria, 5                      | 41° 33′ 32″ N, 2° 18′ 15″ E / 41.558867°N,2.304133°E | fitxa | Carregueu una nova foto |
| Avinguda de Catalunya, 68    |                                    | Vilanova del Vallès Av. de Catalunya, 68                         |                                                      | fitxa | Carregueu una nova foto |
| Can Cucut                    |                                    | Vilanova del Vallès C. de la Merla, 30                           | 41° 32′ 43″ N, 2° 19′ 37″ E / 41.545288°N,2.32692°E  | fitxa | Carregueu una nova foto |
| Can Palau                    | Inscripció: Qui té sol què més vol | Vilanova del Vallès Camí de Can Palau, Polígon Vallesà           | 41° 32′ 37″ N, 2° 17′ 15″ E / 41.543639°N,2.287594°E | fitxa | Carregueu una nova foto |
| Carrer de les Vinyes, 7      |                                    | Vilanova del Vallès C. de les Vinyes, 7                          | 41° 32′ 42″ N, 2° 18′ 41″ E / 41.545062°N,2.311273°E | fitxa | Carregueu una nova foto |
| Carrer de Ponent, 1          |                                    | Vilanova del Vallès C. de Ponent, 1                              | 41° 32′ 30″ N, 2° 18′ 30″ E / 41.541574°N,2.308244°E | fitxa | Carregueu una nova foto |
| Carrer de Sant Esteve, 4     |                                    | Vilanova del Vallès C. de Sant Esteve, 4                         | 41° 32′ 29″ N, 2° 18′ 04″ E / 41.541458°N,2.300979°E | fitxa | Carregueu una nova foto |
| Carrer Pallars, 18           |                                    | Vilanova del Vallès C. Pallars, 18                               |                                                      | fitxa | Carregueu una nova foto |
| Can Pla                      |                                    | Vilanova del Vallès Ctra. BP-5002 Granollers-Masnou. Valldoriolf | 41° 33′ 49″ N, 2° 17′ 00″ E / 41.563605°N,2.283292°E | fitxa | Carregueu una nova foto |
| Mas Martí                    |                                    | Vilanova del Vallès Valldoriolf                                  |                                                      | fitxa | Carregueu una nova foto |